# Mallorca Challenge 2007
Die 14. Mallorca Challenge fand vom 11. bis zum 15. Februar 2007 statt. Sie wurde als Serie von fünf Radsport-Eintagesrennen über eine Distanz von insgesamt 708,9 km ausgetragen.

## Rennen
| Rennen                       | Tag         | Start – Ziel                   | km    | Etappensieger   | Führender              |
| ---------------------------- | ----------- | ------------------------------ | ----- | --------------- | ---------------------- |
| Trofeo Mallorca              | 11. Februar | Palma – Palma                  | 100   | Óscar Freire    | Óscar Freire           |
| Trofeo Cala Millor-Cala Bona | 12. Februar | Cala Millor – Cala Bona        | 159,4 | Vicente Reynés  | José Joaquín Rojas Gil |
| Trofeo Pollença              | 13. Februar | Pollença – Mirador des Colomer | 149,6 | Thomas Dekker   | Ezequiel Mosquera      |
| Trofeo Sóller                | 14. Februar | Sóller – Port de Sóller        | 150,6 | Antonio Colom   | Luis León Sánchez      |
| Trofeo Calvia                | 15. Februar | Magalluf – Palmanova           | 149,3 | Unai Etxebarria | Luis León Sánchez      |